# 醫療氣體

## 醫用氣體總覽
醫療氣體供應可見於醫療院所，及其他多數的醫療設施。各部門使用的必要醫療氣體，以氣體管供應之，其中包含:
- 氧氣
- 醫療用空氣
- 一氧化二氮或氧化亞氮，又稱笑氣
- 器械用空氣/手術用空氣
- 二氧化碳
- 50/50混合的氧氣/一氧化二氮
- 醫療用真空
- 麻醉氣體回收及排放

氣體供應系統由中央或系統本身的警報器監控。醫療院所及設施的各供氣出口，有多重警報器，監控特定空間的供氣之高低壓。監控特定空間包含：一般病房、手術室、加護病房（ICU）／強化治療室（ITU）／心臟重症室（CCU）／新生兒加護病房（NICU）、恢復室及主要治療空間等。設備系統將醫療氣體接到各供氣區域出口。每一供氣區域，均有緊急控制的區域閥。為避免受汙染的氣體使用在病人身上，或避免在火災時氣體在某一區域溢流，控制閥均設置在各部門的入口處。緊急時可開啟閥箱，將區域閥關閉。
醫療氣體的管線一般以不同色彩，區分各自輸送的氣體。但對各色彩所代表的氣體，及其他管理要求(如對裝置在高壓鋼瓶中的桶裝氣體的相關規定)，會因各地區的不同管理單位，而有不同規定。標示在醫療氣體管線及高壓鋼瓶上的文字及圖樣標示，仍是最重要的參考。

### 氧氣

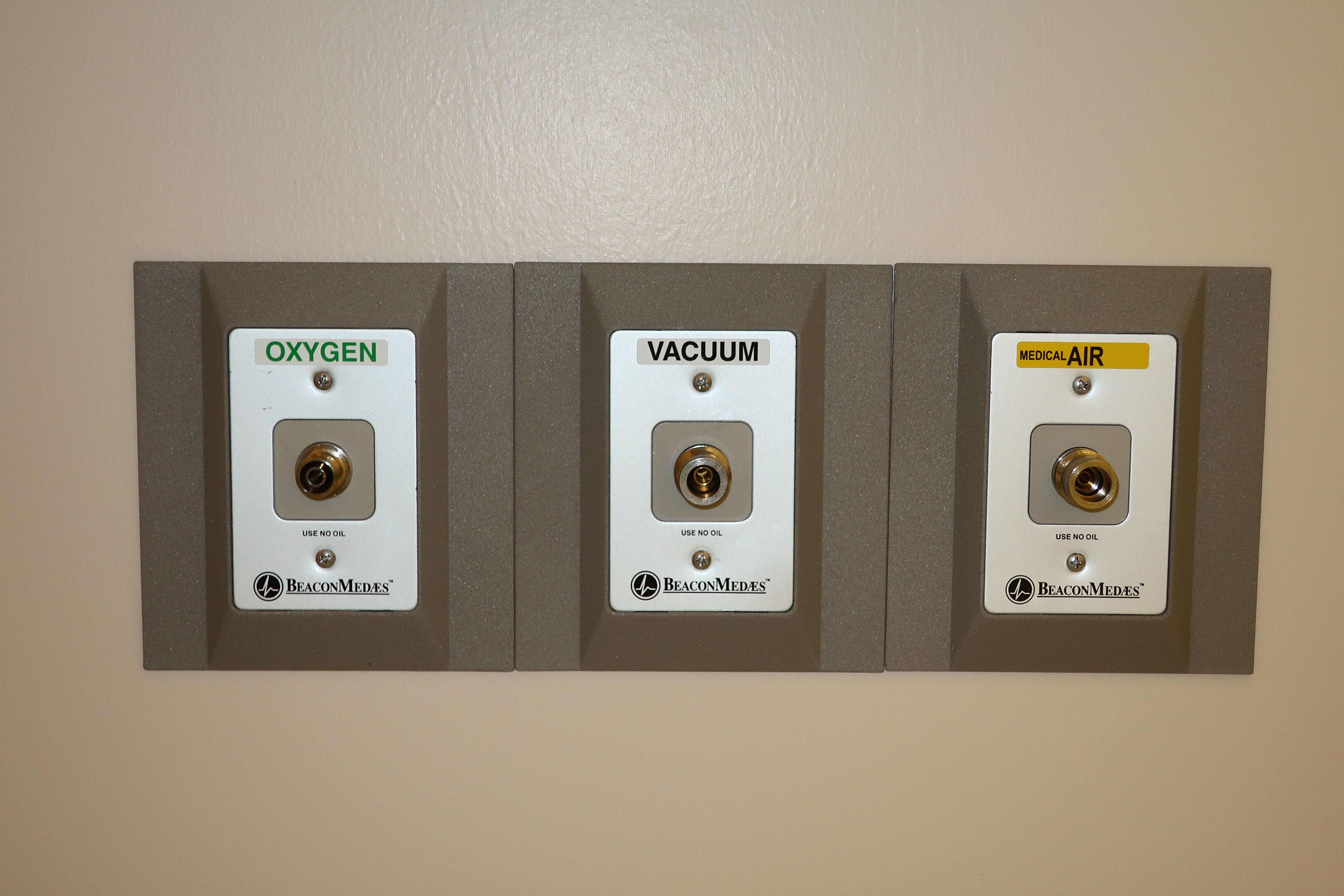
在怀俄明州吉列市的坎贝尔县纪念医院里，安装在天花板上的氧气、真空和医疗气体的医疗气体供应插座

氧氣透過氧氣罩，使用在需要補充氧氣的病人身上。一般而言，醫院設置的大型液氧槽，為氧氣儲存及集中供應的源頭，液態氧經過真空絕熱蒸發器（VIE），蒸發成氣態氧氣，此時氣體壓力一般約為345-380 kPa（50-55 psi），或在歐洲為4-5 bar。服務病患人數較少的小型醫療院所，氧氣則通常是經由成組的高壓氧氣鋼瓶供應。若前述的集中供應及高壓氧氣鋼瓶的供應方式均不可行時，氧氣亦可經由氧氣製造機產生。然而，現地生產氧氣仍是相當新的技術。

### 醫療用空氣
醫療用空氣是經由特殊的空氣壓縮機，加壓而成加壓空氣。空氣經過乾燥機維持正確的結露點，再輸送至需要的醫療空間。在小型的醫療院所，醫療用空氣也可經由高壓氣體鋼瓶供應。氣體壓力維持在345-380 kPa（50-55 psi）。

### 一氧化二氮或氧化亞氮
一氧化二氮使用在各類手術室中，作為手術前麻醉用。一氧化二氮壓縮在高壓鋼瓶中，氣體鋼瓶運送到醫院後，氣體鋼瓶在醫院機房內連結至氣體供應系統，經氣體供應系統輸送到各需要空間。基於環保考量，及一氧化二氮的使用日趨減少，一些大型系統雖仍存在，但已無新裝置。氣體壓力維持約在345 kPa（50 psi）。

### 氮氣
在各類手術中，氣動式手術器械一般用氮氣傳動。氮氣由高壓氣體鋼瓶供應。氣體壓力維持約在1.2 MPa（175 psi）供應各空間需要。

## 器械用空氣／手術用空氣
如同氮氣，器械用空氣使用在傳動手術器械用。然而，器械用空氣是在現場由空氣壓縮機製成，並非由高壓氣體鋼瓶供應。早期的空氣壓縮機，無法將空氣淨化至手術器械的需求，但現今的機械已大幅改善。器械用空氣也逐漸取代氮氣使用。器械用空氣的氣體壓力，也同氮氣標準，維持約在1.2 MPa（175 psi）。

### 二氧化碳
二氧化碳一般用在手術過程中充氣用。手術時，將二氧化碳注入體腔內，形成手術所需作業空間。二氧化碳也會運用在雷射手術上。供氣系統的氣體壓力維持約在345 kPa（50 psi）。某些呼吸障礙的治療也會用到二氧化碳。

### 醫療用真空
醫療用真空在醫院裡，用於抽吸器械及清理過程。真空由真空泵浦抽氣產生，真空管內的壓力依位置有差異，一般會維持氣壓在約-75 kPa（-22 inHg）。

### 麻醉氣體排放（WAGD）及麻醉氣體回收（AGSS）
醫院裡清除麻醉氣體的方式，有麻醉氣體排放（WAGD）及麻醉氣體回收（AGSS）兩方式。雖然方法上同抽真空，但某些建築法令，則要求麻醉氣體應分離回收。麻醉氣體回收系統無須像抽真空般強力，可維持氣壓在約-50 至 -65 kPa（-15 至 -19 inHg）。

### 混合醫療氣體
許多混合醫療氣體，用在協助療程中。混合氣體常用作診斷肺功能或血液中氣體含量。測試用氣體作為評量，及輸送麻醉氣體過程中，維持醫療器材的穩定性。在檢驗室裡，嗜氧及厭氧的培養皿中，做細胞及組織培養時，也會在嗜氧培養皿中，注入添加氧氣的醫療氣體；在厭氧的培養皿中，注入添加氫氣或二氧化碳的醫療氣體。
兩種常見的混合醫療氣體為安桃樂及氦氧混合氣（Heliox）。 

## 相關連接
- 醫師、護理、醫院

## 外部連結
- British Compressed Gases Association website: Department of Health (United Kingdom) HTM02-01 Medical Gas Pipeline Systems Part A: Design, installation, validation and verification

- British Compressed Gases Association website: Department of Health (United Kingdom) HTM02-01 Medical Gas Pipeline Systems Part B: Operational Management